# 冨山實
冨山 實（とみやま みのる、大正12年（1923年）2月20日 - ）は、日本の税理士。
青山学院大学文学部教授・冨山太佳夫は長男。

## 経歴
鳥取県西伯郡日吉津村出身。百姓の長男である。
昭和15年（1940年）鳥取県立米子商蚕学校卒業。同年広島国税局松江税務署勤務。
昭和42年（1967年）広島国税局直税部資産税課課長補佐を最後に退職。同年税理士登録、三社の監査役に就任。
昭和45年（1970年）米子市坂口合名会社支配人、昭和54年（1979年）同常務理事、昭和59年（1984年）同常任監査役。

## 人物像
実業家坂口平兵衛 (2代)との関係について、冨山實によれば
「独断と偏見、労働組合の支部長、山陰地連の副会長、組合専従、加えて毒舌偏見、更に行儀作法を知らない百姓の長男である私。特に戦後権力行政の最たる所と言われた役所に三十年勤務し、昭和四十二年六月二日退職し、会社の顧問として採用頂いたのが会長にお逢いした初めでした。
爾来十八年余“お前程我侭（わがまま）なものはいないよ、遠慮せずによく言うわ”と再三お叱りを受けながら世間並みに通用する社会人となれたこと、特に十年間の支配人、五年間の常務理事、現在の監査役等々、重要ポストを大過なくつとめさせて頂いた事と“お前に委せるよ”との一言に、どれだけ勉強と努力をする機会を与えられたかということを、結果として有難く思っています。」という。

## 家族

### 冨山家
（鳥取県西伯郡日吉津村）
- 妻[2]
- 長男・太佳夫[2]
- 二男[2]

## 関連
- 坂口財閥
- 坂口平兵衛 (2代)
- 坂口平兵衛 (3代)
- 冨山太佳夫